# Милфорд (округ Козијуско, Индијана)
Милфорд (енгл. Milford, Kosciusko County) град је у америчкој савезној држави Индијана.

## Демографија
По попису из 2010. године број становника је 1.562, што је 12 (0,8%) становника више него 2000. године.
| Група             | 2000.         | 2010.         |
| Белци             | 1.337 (86,3%) | 1.334 (85,4%) |
| Афроамериканци    | 13 (0,8%)     | 11 (0,7%)     |
| Азијати           | 4 (0,3%)      | 5 (0,3%)      |
| Хиспаноамериканци | 173 (11,2%)   | 193 (12,4%)   |
| Укупно            | 1.550         | 1.562         |